# Apanteles parsodes
Apanteles parsodes är en stekelart som beskrevs av Nixon 1965. Apanteles parsodes ingår i släktet Apanteles och familjen bracksteklar. Inga underarter finns listade i Catalogue of Life.